# Manoir du Cohporh
Le manoir du Cohporh est situé à Grand-Champ en France.

## Localisation
Le manoir est situé sur le territoire de la commune de Grand-Champ, au lieu-dit le Cohporh, dans le département du Morbihan en région Bretagne.

## Historique
Le manoir est inscrit à l'inventaire général du patrimoine culturel en 1986.